# Таранове
Тара́нове —  село в Україні, у Дубовиківській сільській громаді Синельниківського району Дніпропетровської області. Населення становить 263 особи. До 2017 року орган місцевого самоврядування — Зеленогайська сільська рада.

## Географія
Село Таранове розташоване в центральній частині Синельниківського району за 2 км від правого берега річки Чаплина. На східному півдні межує з селищем Просяна, на сході з селом Крутеньке та на заході з селом Хуторо-Чаплине. За пів кілометра існувало село Красногірське — зняте з обліку 18 квітня 1991 року.
По селу протікає пересихаючий струмок з загатами.

## Історія
7 (20) листопада 1917 року, відповідно до Третього Універсалу Української Центральної Ради, увійшло до складу Української Народної Республіки.
Під час організованого радянською владою Голодомору 1932—1933 років померло щонайменше 116 жителів села.
12 червня 2020 року, відповідно до розпорядження Кабінету Міністрів України № 709-р від «Про визначення адміністративних центрів та затвердження територій територіальних громад Дніпропетровської області», увійшло до складу Дубовиківської сільської громади.
19 липня 2020 року, в результаті адміністративно-територіальної реформи та ліквідації Васильківського району, село увійшло до складу новоутвореного Синельниківського району.

## Населення

### Мова
Розподіл населення за рідною мовою за даними перепису 2001 року:
| Мова       | Кількість | Відсоток |
| ---------- | --------- | -------- |
| українська | 248       | 94.3%    |
| російська  | 15        | 5.7%     |
| Усього     | 263       | 100%     |

## Відомі люди
В селі народився відомий український письменник Хорунжий Анатолій Мефодійович (1915-1991).
Сопільняк Валерій Іванович
(10.06.1940-10.03.2019 рр). Перший заступник начальника (генерал-майор) Служби воєнізованої охорони Придніпровської залізничної дороги.                                     Романчук Полікарп Явтухович (1895 - 1960) музикант.

## Побут
В селі розташовано середня школа І-ІІІ рівня.